# لاريسا كوندراكي
لاريسا كوندراكي (بالإنجليزية: Larysa Kondracki) هي منتجة ومخرجة وكاتبة سيناريو كندية. صدر فيلمها الطويل الأول، كاشفة الفساد، في عام 2011 وحصلت على ترشيحات لستة جوائز جيني في حفل توزيع جوائز جيني الثاني والثلاثون، بما في ذلك جوائز أفضل فيلم وأفضل مخرج. وقد حصلت على أوسمة دولية لإبلاغها قصص حقيقية عن ضحايا الاتجار في يوغوسلافيا السابقة.

## وصلات خارجية
- لاريسا كوندراكي «موسوعة أوكرانيا الحديثة» (بالإنجليزية)
- لاريسا كوندراكي في قاعدة بيانات الأفلام على الإنترنت (بالإنجليزية)